# Waterdazen
De waterdazen (Athericidae) zijn een familie uit de orde van de tweevleugeligen (Diptera), onderorde vliegen (Brachycera). Wereldwijd omvat deze familie zo'n 12 genera en 133 soorten.